# Бестужево (Рязанская область)
Бестужево — село в Кораблинском районе Рязанской области. Входит в состав Молвинослободского сельского поселения. Находится на северо-западе Кораблинского района. По данным 2010 года в селе учтено 436 постоянных жителей.
Село известно из платёжных книг Каменского стана 1594 года.

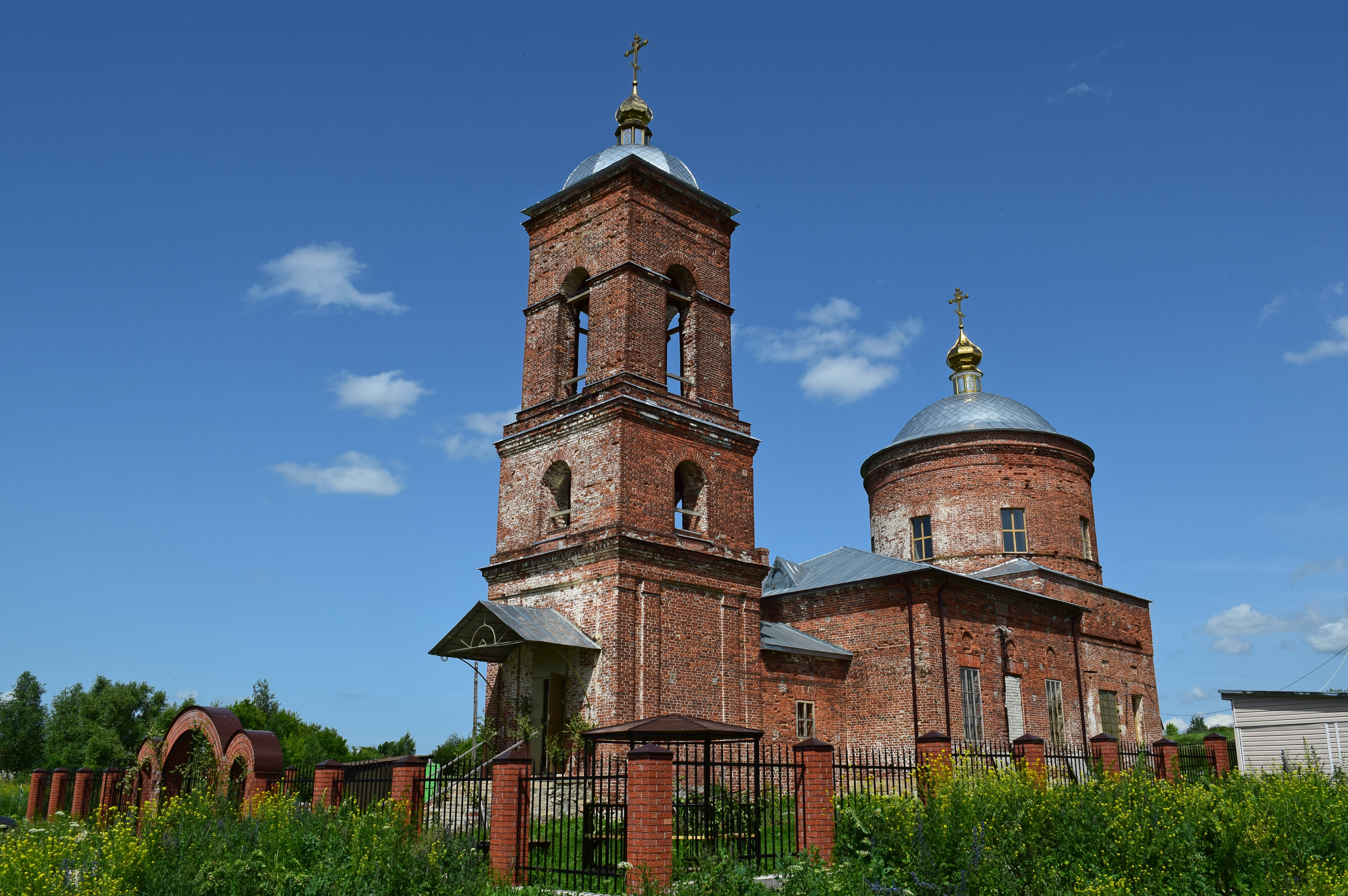
Церковь села Бестужево

Каменная церковь во имя святителя и чудотворца Николая Мирликийского была построена в селе Бестужеве Пронского уезда в 1825 году на средства потомственного дворянина Егора Егоровича Чеботарева. 
Престолов в ней было два: главный холодный - во имя святителя Николая Чудотворца Мирликийского  и  в придельной церкви полутеплой - во имя мученика Иоанна Воина.

## История
Усадьба основана в конце XVI века дворянами Луниными. В первой трети XVII века принадлежала помещику Ю.Я. Солнцеву, в последней четверти XVIII века Президенту Юстиц-коллегии, сенатору, генералу П.Ф. Квашнину-Самарину (1744-1815), женатому на графине А.П. Салтыковой (1731-1830). В первой трети XIX века село переходит  потомственному дворянину Е.Е. Чеботаеву, в середине - второй половине столетия титулярному советнику Н.И. Позднякову (г/р 1819).
Сохранилась и восстанавливается Никольская церковь 1828 года в стиле классицизм, построенная Е.Е. Чеботаевым вместо прежней деревянной.

## Население
| 1859 | 1897  | 1906  | 2010 |
| ---- | ----- | ----- | ---- |
| 1101 | ↗1223 | ↗1507 | ↘310 |